# Eyguières
Eyguières è un comune francese di 6 531 abitanti situato nel dipartimento delle Bocche del Rodano della regione della Provenza-Alpi-Costa Azzurra.
Ci nacque l'avvocato Jean Joseph Pierre Pascalis

## Società

### Evoluzione demografica
Abitanti censiti